# Hercostomus loushanguananus
Hercostomus loushanguananus är en tvåvingeart som beskrevs av Yang och Saigusa 2001. Hercostomus loushanguananus ingår i släktet Hercostomus och familjen styltflugor.
Artens utbredningsområde är Guizhou (Kina). Inga underarter finns listade i Catalogue of Life.